# Sinagoga Congregación Sharey Tzedek
La Sinagoga Congregación Sharey Tzedek (en inglés: Congregation Sharey Tzedek Synagogue) es una histórica sinagoga judía en 833 S. 200 East en Salt Lake City, en el estado de Utah al oeste de los Estados Unidos. Fue construida en 1919 y fue agregada al Registro Nacional de Lugares Históricos (National Register of Historic Places) en 1985.